# موسیقی درباری کره

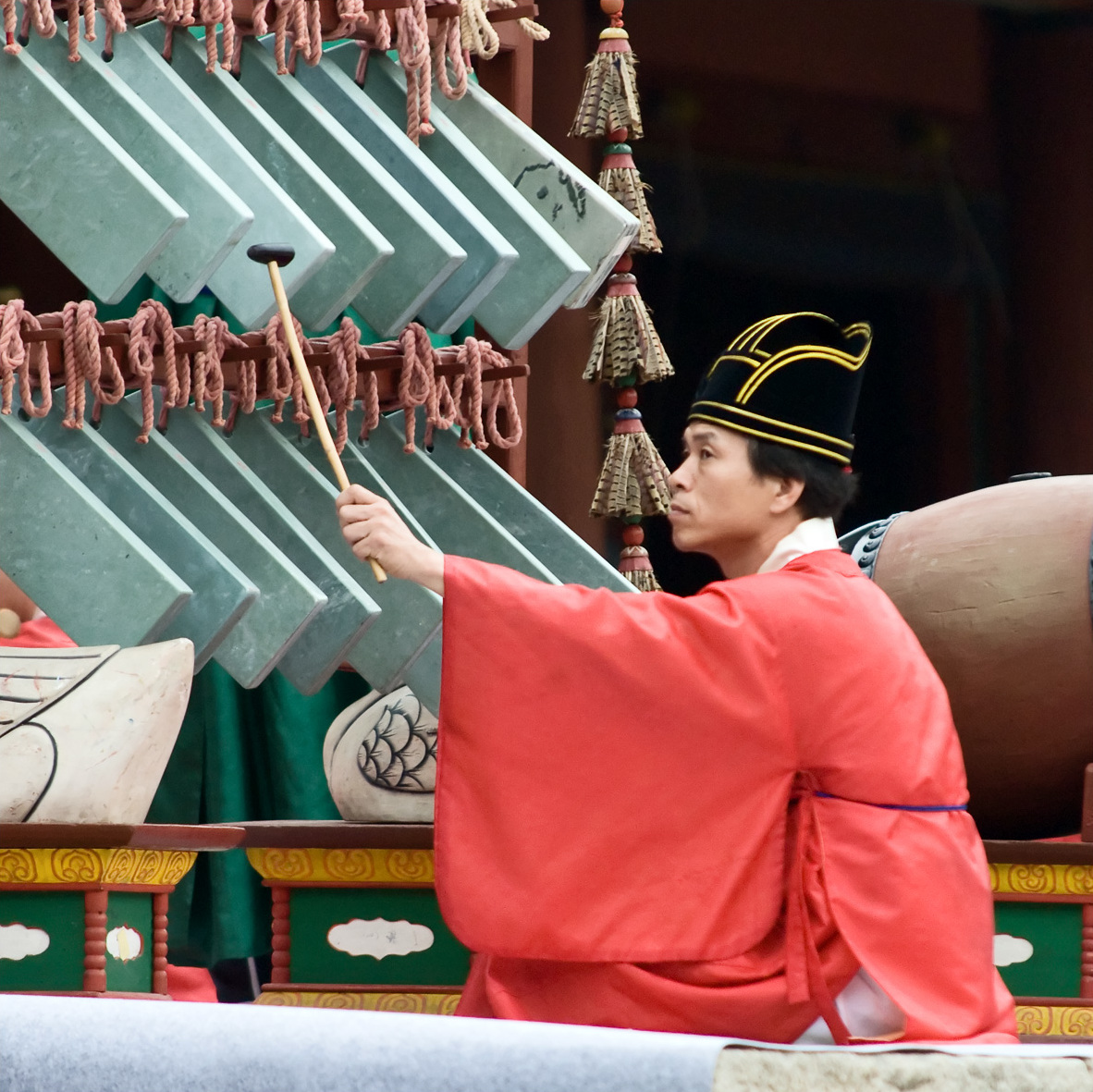
نوازندهٔ کره‌ای در معبد جانگمیو

موسیقی درباری کره اشاره به موسیقی‌ای دارد که در دورهٔ دودمان جوسان (۱۳۹۲ – ۱۸۹۷) در کره توسعه یافت. امروزه اطلاعات بسیار اندکی دربارهٔ سلسله‌های کهن این کشور در دست داریم. این موسیقی شباهت زیادی به موسیقی درباری چین موسوم به یائو و همچنین موسیقی ژاپنی گاگاکو دارد.
موسیقی درباری کره سه سبک و گونهٔ مختلف دارد که شامل موارد زیر است:
- آک که برگرفته از موسیقی تشریفاتی چین است؛
- هیانگاک که موسیقی خالص کره‌ای است؛
- دانگاک که آمیزه‌ای از موسیقی چینی و کره‌ای است.